# Benoît Hogue
Pour les articles homonymes, voir Hogue.
Benoît Hogue (né le 28 octobre 1966 à Repentigny dans la province de Québec au Canada) est un joueur professionnel canadien de hockey sur glace. Il évoluait au poste d'attaquant.

## Biographie
Il a joué au niveau junior avec les Castors de Saint-Jean dans la LHJMQ durant trois saisons de 1983 à 1986. Il est repêché par les Sabres de Buffalo au 35e rang lors du deuxième tour du repêchage d'entrée dans la LNH 1985. 
Il devient professionnel en 1986-1987 alors qu'il évolue dans la Ligue américaine de hockey avec les Americans de Rochester, équipe affiliée des Sabres. Il joue ses premières parties dans la LNH en 1987-1988 lorsqu'il joue 3 parties avec les Sabres puis devient un joueur régulier avec l'équipe la saison suivante.
Le 25 octobre 1991, il est impliqué dans une transaction majeure entre les Sabres et les Islanders de New York : il rejoint les Islanders en compagnie des joueurs Uwe Krupp, Dave McLlwain et Pierre Turgeon alors que Randy Hillier, Pat LaFontaine et Randy Wood prennent le chemin inverse. Il connaît ses meilleurs moments en carrière avec les Islanders puisqu'il marque 30 buts à chacune de ses trois premières saisons avec l'équipe et atteint deux fois la marque des 75 points.
Toutefois, peu productif lors de la saison 1994-1995 avec seulement 6 buts et 10 points en 33 parties avec les Islanders, ces derniers l'échangent en cours de saison aux Maple Leafs de Toronto avec un choix de repêchage contre le gardien de but Éric Fichaud. Moins d'un an plus tard, il passe aux Stars de Dallas avec Randy Wood contre Dave Gagner et un choix de repêchage.
Il passe deux saisons et demie avec les Stars avant de signer comme agent libre avec le Lightning de Tampa Bay lors de l'été 1998. Il ne termine cependant pas la saison avec le Lightning, puisqu'il retourne avec les Stars via transaction. Il remporte d'ailleurs la Coupe Stanley avec les Stars lors de cette saison.
Il continue de voyager d'équipe en équipe en jouant par la suite pour les Coyotes de Phoenix, puis fait un autre retour avec les Stars avant de jouer brièvement pour les Bruins de Boston et les Capitals de Washington. Il annonce officiellement sa retraite en août 2002.

## Statistiques
| Saison     | Équipe                 | Ligue      |     | Saison régulière | Saison régulière | Saison régulière | Saison régulière | Saison régulière |    | Séries éliminatoires | Séries éliminatoires | Séries éliminatoires | Séries éliminatoires | Séries éliminatoires |
| Saison     | Équipe                 | Ligue      | PJ  | B                | A                | Pts              | Pun              | PJ               | B  | A                    | Pts                  | Pun                  |                      |                      |
| 1983-1984  | Castors de Saint-Jean  | LHJMQ      | 59  | 14               | 11               | 25               | 42               | 4                | 0  | 1                    | 1                    | 0                    |                      |                      |
| 1984-1985  | Castors de Saint-Jean  | LHJMQ      | 63  | 46               | 44               | 90               | 92               | 5                | 2  | 3                    | 5                    | 2                    |                      |                      |
| 1985-1986  | Castors de Saint-Jean  | LHJMQ      | 65  | 54               | 54               | 108              | 115              | 9                | 6  | 4                    | 10                   | 26                   |                      |                      |
| 1986-1987  | Americans de Rochester | LAH        | 52  | 14               | 20               | 34               | 52               | 12               | 5  | 4                    | 9                    | 8                    |                      |                      |
| 1987-1988  | Americans de Rochester | LAH        | 62  | 24               | 31               | 55               | 141              | 7                | 6  | 1                    | 7                    | 46                   |                      |                      |
| 1987-1988  | Sabres de Buffalo      | LNH        | 3   | 1                | 1                | 2                | 0                | -                | -  | -                    | -                    | -                    |                      |                      |
| 1988-1989  | Sabres de Buffalo      | LNH        | 69  | 14               | 30               | 44               | 120              | 5                | 0  | 0                    | 0                    | 17                   |                      |                      |
| 1989-1990  | Sabres de Buffalo      | LNH        | 45  | 11               | 7                | 18               | 79               | 3                | 0  | 0                    | 0                    | 10                   |                      |                      |
| 1990-1991  | Sabres de Buffalo      | LNH        | 76  | 19               | 28               | 47               | 76               | 5                | 3  | 1                    | 4                    | 10                   |                      |                      |
| 1991-1992  | Sabres de Buffalo      | LNH        | 3   | 0                | 1                | 1                | 0                | -                | -  | -                    | -                    | -                    |                      |                      |
| 1991-1992  | Islanders de New York  | LNH        | 72  | 30               | 45               | 75               | 67               | -                | -  | -                    | -                    | -                    |                      |                      |
| 1992-1993  | Islanders de New York  | LNH        | 70  | 33               | 42               | 75               | 108              | 18               | 6  | 6                    | 12                   | 31                   |                      |                      |
| 1993-1994  | Islanders de New York  | LNH        | 83  | 36               | 33               | 69               | 73               | 4                | 0  | 1                    | 1                    | 4                    |                      |                      |
| 1994-1995  | Islanders de New York  | LNH        | 33  | 6                | 4                | 10               | 34               | -                | -  | -                    | -                    | -                    |                      |                      |
| 1994-1995  | Maple Leafs de Toronto | LNH        | 12  | 3                | 3                | 6                | 0                | 7                | 0  | 0                    | 0                    | 6                    |                      |                      |
| 1995-1996  | Maple Leafs de Toronto | LNH        | 44  | 12               | 25               | 37               | 68               | -                | -  | -                    | -                    | -                    |                      |                      |
| 1995-1996  | Stars de Dallas        | LNH        | 34  | 7                | 20               | 27               | 36               | -                | -  | -                    | -                    | -                    |                      |                      |
| 1996-1997  | Stars de Dallas        | LNH        | 73  | 19               | 24               | 43               | 54               | 7                | 2  | 2                    | 4                    | 6                    |                      |                      |
| 1997-1998  | Stars de Dallas        | LNH        | 53  | 6                | 16               | 22               | 35               | 17               | 4  | 2                    | 6                    | 16                   |                      |                      |
| 1998-1999  | Lightning de Tampa Bay | LNH        | 62  | 11               | 14               | 25               | 50               | -                | -  | -                    | -                    | -                    |                      |                      |
| 1998-1999  | Stars de Dallas        | LNH        | 12  | 1                | 3                | 4                | 4                | 14               | 0  | 2                    | 2                    | 16                   |                      |                      |
| 1999-2000  | Coyotes de Phoenix     | LNH        | 27  | 3                | 10               | 13               | 10               | 5                | 1  | 2                    | 3                    | 2                    |                      |                      |
| 2000-2001  | Stars de Dallas        | LNH        | 34  | 3                | 7                | 10               | 26               | 7                | 1  | 0                    | 1                    | 6                    |                      |                      |
| 2001-2002  | Stars de Dallas        | LNH        | 32  | 3                | 3                | 6                | 24               | -                | -  | -                    | -                    | -                    |                      |                      |
| 2001-2002  | Bruins de Boston       | LNH        | 17  | 4                | 4                | 8                | 9                | -                | -  | -                    | -                    | -                    |                      |                      |
| 2001-2002  | Capitals de Washington | LNH        | 9   | 0                | 1                | 1                | 4                | -                | -  | -                    | -                    | -                    |                      |                      |
| Totaux LNH | Totaux LNH             | Totaux LNH | 863 | 222              | 321              | 543              | 877              | 92               | 17 | 16                   | 33                   | 124                  |                      |                      |

## Trophées et honneurs personnels
- 1986-1987 : champion de la Coupe Calder avec les Americans de Rochester.
- 1998-1999 : champion de la Coupe Stanley avec les Stars de Dallas.